# Баткин, Эдуард Петрович
Эдуард Петрович Баткин (16 мая 1947, Одесса) — российский футбольный тренер, специализирующийся на работе с женскими командами. Чемпион мира, неоднократный чемпион России. Заслуженный тренер России.

## Биография
Родился в Одессе в семье военного, детские годы провёл на Крайнем Севере. Тренерскую карьеру в футболе начинал в советские времена в системе ЦСКА с мужскими командами, в том числе работал в киевском СКА и в Центральной группе войск в Чехословакии.
После увольнения из армии в начале 1990-х годов переехал в Санкт-Петербург, где стал работать в клубе «Прометей-Динамо» с вновь созданной женской командой. Через короткое время на базе «Прометея» был создан клуб «Аврора», выступавший в большом футболе и мини-футболе. Более 25 лет Баткин работает президентом и главным тренером клуба. Под его руководством «Аврора» стала многократным чемпионом и призёром чемпионата России по мини-футболу, обладателем и финалистом Кубка России. В большом футболе команда под его руководством провела два сезона в высшей лиге России (2006—2007). В 2002—2007 годах со своим клубом выступал в соревнованиях по футзалу, несколько раз приводил команду к российскому чемпионству и победе в Кубке европейских чемпионов.
В 2006 году возглавлял женскую сборную России по футзалу, ставшую победителем чемпионата мира.
Также по состоянию на 2010-е годы — вице-президент Федерации футбола Санкт-Петербурга, позднее — член исполкома городской федерации футбола. Награждён званиями «Заслуженный работник физической культуры», «Заслуженный тренер России».

## Достижения (как тренер)
- Чемпион России по мини-футболу: 2009/10, 2013/14, 2015/16, 2017/18, 2018/19
- Серебряный призёр чемпионата России по мини-футболу: 1996/97, 1997/98, 1998/99, 1999/2000, 2001/02, 2008/09, 2009/10, 2013/14, 2014/15
- Бронзовый призёр чемпионата России по мини-футболу: 1995/96, 2000/01, 2007/08, 2010/11, 2016/17
- Обладатель Кубка России по мини-футболу: 1995, 1996, 1998, 2000, 2009/10, 2015/16, 2017/18
- Финалист Кубка России по мини-футболу: 1999, 2010/11, 2011/12, 2012/13, 2016/17, 2018/19
- Чемпион России по футзалу: 2002, 2004, 2006, 2010
- Обладатель Кубка России по футзалу: 2003, 2005
- Обладатель Кубка чемпионов европейских стран по футзалу: 2003, 2004, 2005
- Чемпион мира по футзалу: 2006